# 尖海龙
尖海龙（学名：Syngnathus acus）为輻鰭魚綱棘背魚目海龙鱼科海龙属的鱼类。分布于東大西洋區，包括從挪威至西撒哈拉、地中海、黑海等海域，棲息深度可達110公尺，體色淡綠色至深褐色，並具有不規則的深色斑紋，吻部呈圓筒形，體長可達50公分，棲息在沿海沙泥底質生長海藻的海域。

## 扩展阅读
- 维基共享资源上的相關多媒體資源：尖海龙